# Sulfoxylsäure
Sulfoxylsäure oder Hyposchweflige Säure (H2SO2) ist eine bei Normalbedingungen instabile Sauerstoffsäure des Schwefels, in der Schwefel die Oxidationsstufe +II hat. Ebenso wie ihr formales Anhydrid Schwefelmonoxid (SO) disproportioniert sie bei Raumtemperatur sofort zu Schwefel und Schwefeldioxid (S(IV)). Ihre Salze heißen Sulfoxylate oder Hyposulfite. Sie sind starke Reduktionsmittel und ebenfalls unbeständig, da das Sulfoxylat-Anion im Basischen leicht zu Thiosulfat kondensiert. Die Sulfinsäure H–S(=O)–OH ist zur Sulfoxylsäure tautomer.

## Gewinnung und Darstellung
Sulfoxylsäure tritt als nicht isolierbares Zwischenprodukt bei der Hydrolyse von Schwefeldihalogeniden (z. B. Schwefeldichlorid) auf. In der entstehenden sauren Lösung wird sie dann außerdem leicht zu Schwefel reduziert. Weiterhin kann Sulfoxylsäure durch kathodische Reduktion von wässrigen Schwefeldioxid-Lösungen dargestellt werden, wobei das entstehende SO22−-Anion sofort zum Thiosulfat S2O32− weiterreagiert. Die Säure entsteht nicht durch Hydrolyse von Schwefelmonoxid.